# Твердохлебы (Полтавский район)
Твердохлебы (укр. Твердохліби) — село,
Калашниковский сельский совет,
Полтавский район (Полтавская область),
Полтавская область,
Украина.
Код КОАТУУ — 5324081309. Население по переписи 2001 года составляло 32 человека.

## Географическое положение
Село Твердохлебы находится в 0,5 км от села Михайлики,
в 2-х км от села Твердохлебы (Решетиловский район).
По селу протекает пересыхающий ручей с запрудой.